# Tình huống chính trị
Tình huống chính trị là những sự kiện, biến cố không bình thường diễn ra trong đời sống chính trị - xã hội, có thể gây nên sự bất ổn hoặc có khả năng trực tiếp gây nên sự bất ổn về chính trị - xã hội. Đó là những hiện tượng chính trị rất phức tạp phản ánh nhiều khía cạnh của đời sống chính trị và luôn chiếm một vị trí quan trọng trong đời sống chính trị, có tính chất phức tạp, đặc biệt, cấp bách, ngoài mong đợi. Tình huống chính trị phản ảnh những vấn đề đang đặt ra của đời sống chính trị, là một mặt xích của quá trình chính trị, ẩn chứa trong đó là các mối quan hệ đa dạng, phức tạp giữa các bên tham gia tình huống.

## Dấu hiệu cơ bản
Một tình huống chính trị bao giờ cũng biểu hiện ra bằng những dấu hiệu nào đó; trong đó, nó có một số dấu hiệu cơ bản sau:
- Sự bất mãn, chống đối của một bộ phận dân chúng với một số đại diện của chính quyền nhà nước. Đây là dấu hiệu cơ bản nhất thiết phải có trong các tình huống chính trị.
- Xung đột chính trị căng thẳng thành các điểm nóng xã hội, điểm nóng chính trị - xã hội.
- Sự xung đột giữa các phe cánh trong lực lượng cầm quyền, gây chia rẽ mất đoàn kết nội bộ.
- Bộ máy chính quyền bất lực, tê liệt hoặc có khoảng chống quyền lực.
- Những chuẩn mực pháp luật, đạo đức, văn hóa có thể không được tuân thủ.
- Khung hoảng về tư tưởng, niềm tin gây tổn hại đến ý thực hệ chủ đạo của xã hội.
- Các lực lượng tiêu cực, phản động có điều kiện trỗi dây gây mất an ninh xã hội, làm tăng nguy cơ đối với sự bền vững của chế độ xã hội.
- Nạn quan liêu, tham nhũng hoành hành.

## Phân loại
- Tình huống chính trị liên quan đến đời sống xã hội.
- Tình huống chính trị liên quan đến hoạt động đối ngoại.
- Tình huống chính trị liên quan đến an ninh, quốc phòng, bảo vệ chủ quyền.
- Tình huống chính trị liên quan đến chuyển giao quyền lực và tổ chức nhân sự.
- Tình huống chính trị liên quan đến tham nhũng.
- Tình huống chính trị liên quan đến suy thoái tư tưởng chính trị, đạo đức lối sống của cán bộ, công chức, viên chức.
- Tình huống chính trị liên quan đến xung đột xã hội, điểm nóng chính trị - xã hội.

## Tính chất
Tình huống chính trị thường có một số tính chất như: bất ngờ, đặc biệt, cấp thiết, xung đột, bất ổn, thảm họa, lan truyền, hệ trọng, quy luật...
Tình huống chính trị đe dọa tính chính đáng của quyền lực chính trị, quyền lực nhà nước; đe dọa tính hệ thống của hệ thống chính trị, nguy cơ đảng mất vai trò lãnh đạo, nhà nước mất khả năng quản lý xã hội, nguy cơ sụp đổ chế độ nhà nước.
Tình huống chính trị gây rối loại đời sống xã hội và gây thiệt hại lớn đối với đời sống kinh tế, xã hội của người dân, cộng đồng.

## Xử lý tình huống
Việc xử lý tình huống chính trị cần đảm bảo những yêu cầu sau:
- Phản ứng nhanh, khẩn trương xử lý, nhanh chóng làm chủ tình hình.
- Phân tích toàn diện tình hình, nhận diện tình huống.
- Áp dụng những giải pháp đặc biệt để quản lý tình huống.
- Tập trung nguồn lực, phương tiện để xử lý.
- Quản trị truyền thông, làm chủ thông tin, dự luận và tâm trạng người dân.
- Khắc phục kịp thời hậu quả do tình huống gây ra.
- Dự báo, ổn định tình hình sau xử lý tình huống.

## Bài liên quan
- An ninh chính trị
- Điểm nóng chính trị
- Quyền lực chính trị